# 泰森·奇德

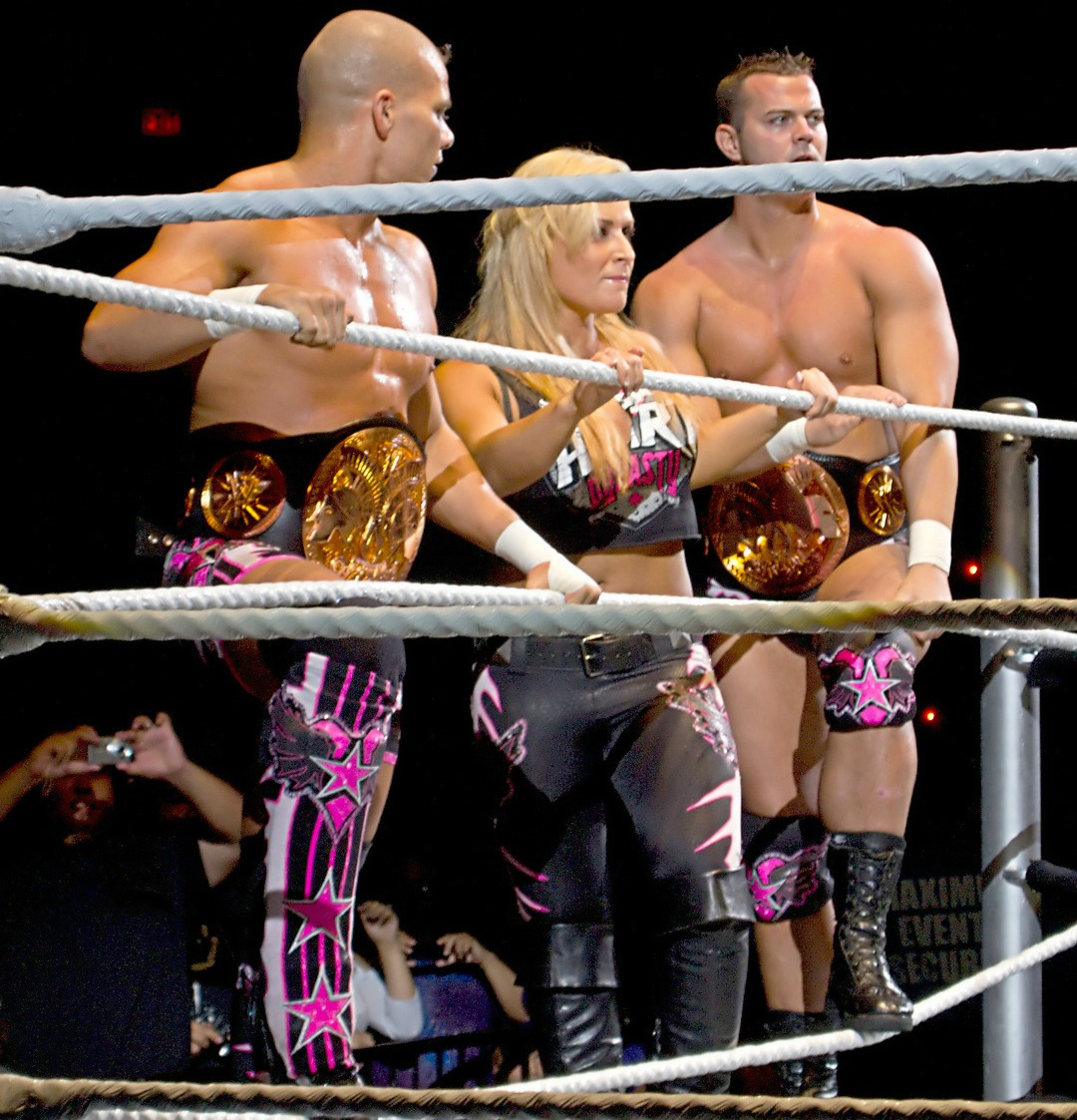
哈特王朝（由左至右分別為泰森·奇德、娜塔莉雅與哈利·史密斯）

泰森·奇德（英語：Tyson Kidd，1980年7月11日—），本名泰多爾·詹姆士·威爾森（英語：Theodore James Wilson），是加拿大退休的職業摔角選手，目前受聘於世界摔角娛樂。

## 個人生活
泰森·奇德在10歲的時候結識了哈利·史密斯與泰迪·哈特，進而認識更多哈特家族的其他人，並共同生活了幾年。泰森·奇德在10歲時就認識了娜塔莉雅，並從2001年11月開始約會。兩人也於2013年6月結婚，而他們的婚禮成為了Total Divas第一季的精選。

## 摔角相關

### 綽號
- "ECW太子"（自稱）[12]

### 進場樂
- "Raw to the Core" - Nicholas Nolan[13]（2009年2月10日 – 2009年5月19日）
- "New Foundation" - Jim Johnston[14]（2009年5月25日 – 2010年11月15日）
- "Bed of Nails" - Neil Griffiths and Ronnie Stone[15]（2010年11月22日 – 2013年11月10日）
- "Right Here, Right Now" - CFO$[16]（2013年11月11日 – ）

## 冠軍及成就

### 世界摔角娛樂

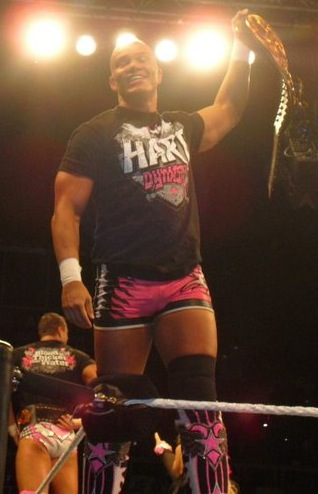
泰森·奇德與WWE雙打冠軍腰帶

- WWE雙打冠軍（兩次；與哈利·史密斯一次與安東尼奧·希薩羅一次）[17]
- 世界雙打冠軍（一次；與哈利·史密斯）[17]

## 外部連結
- 泰森·奇德在WWE官方網站的介紹 （页面存档备份，存于）（英文）